# Ruth Hellberg
Ruth Hellberg (2 de noviembre de 1906 – 26 de abril de 2001) fue una actriz cinematográfica y televisiva de nacionalidad alemana.

## Biografía
Su verdadero nombre era Ruth Holl, y nació en Berlín, Alemania, siendo sus padres el director teatral Fritz Holl y la actriz y profesora de teatro Margit Hellberg. Debutó en 1923 en el Teatro Meininger y, entre 1933 y 1991,  trabajó en más de 25 filmes. 
Tras un primer matrimonio con Fritz Landshoff, en 1933 volvió a casarse, en esta ocasión con el actor y director Wolfgang Liebeneiner. Ese mismo año participó en su primera película, pero su mayor éxito llegó seis años más tarde con Yvette. 
En 1943 se separó de Liebeneiner, y sus actuaciones en el cine se hicieron más escasas. Tras el fin de la Segunda Guerra Mundial, trabajó sobre todo en el teatro, aunque todavía tuvo una última actuación cinematográfica en 1991. 
A partir de 1948 Hellberg también fue actriz de voz, dando voz a artistas de la talla de Vivien Leigh, Myrna Loy, Elisabeth Bergner, Helen Hayes, Jeanne Moreau o Martha Scott.
Ruth Hellberg falleció en Feldafing, Alemania, en 2001.

## Filmografía

### Cine
| - 1933 : Was wissen denn Männer - 1933 : Herthas Erwachen - 1934 : Erstens kommt es anders - 1934 : Ihr Trick - 1938 : Es leuchten die Sterne - 1938 : Yvette - 1938 : Heimat, de Carl Froelich - 1938 : Schwarzfahrt ins Glück - 1938 : In geheimer Mission - 1939 : Drei Unteroffiziere | - 1940 : Zwielicht - 1940 : Fahrt ins Leben - 1940 : Alles Schwindel - 1940 : Bismarck - 1940 : * Dunia, La novia eterna (Der Postmeister), de Gustav Ucicky - 1941 : Heimkehr - 1941 : Tragödie einer Liebe - 1946 : Broken Love - 1991 : Im Kreis der Lieben |

### Televisión
- 1962 : So war Mama
- 1965 : Michael Kramer
- 1972 : Strohfeuer
- 1982 : Villa zu vermieten
- 1990 : Wüsten